# Nymfeum

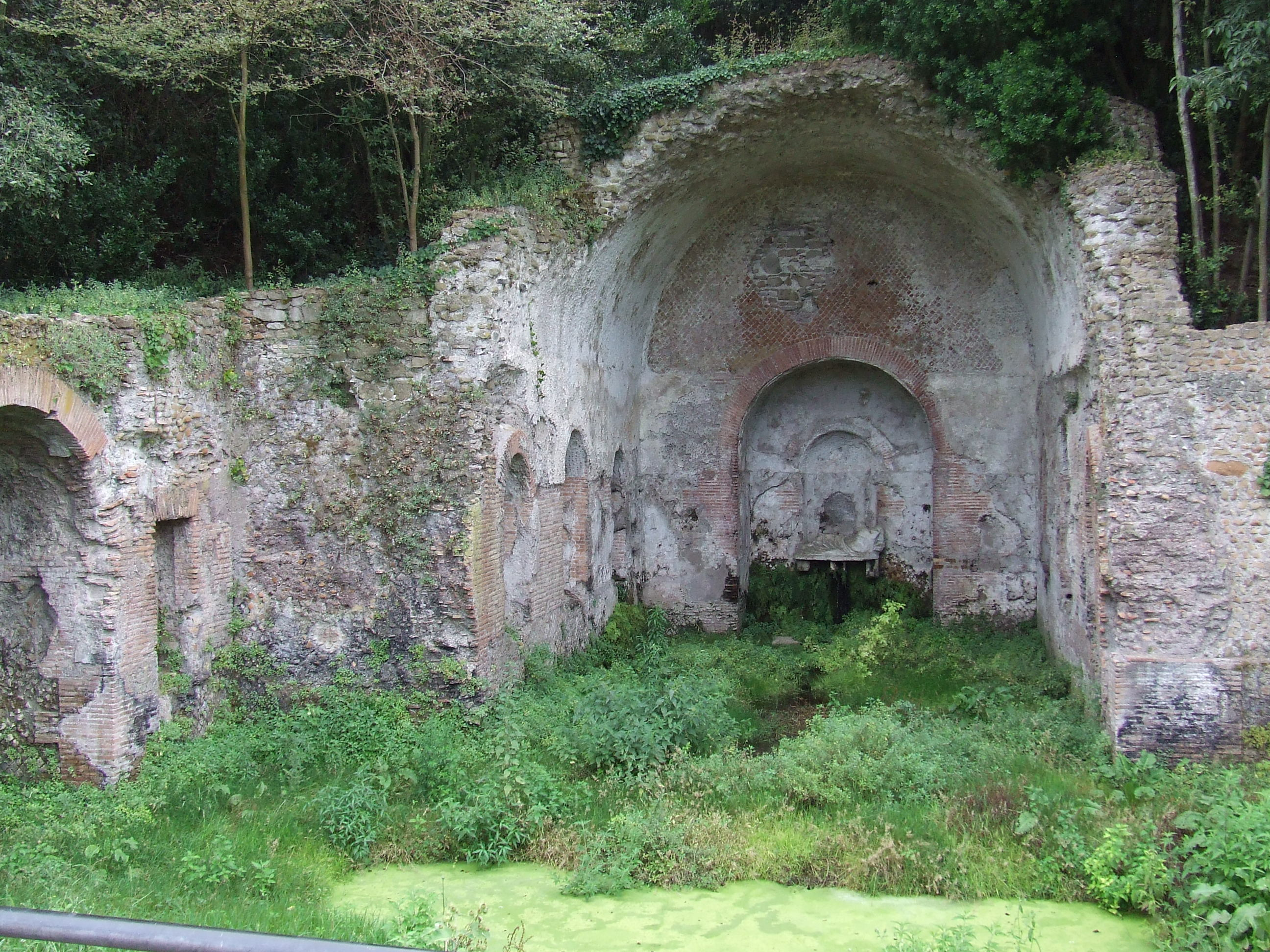
Egerias nymfeum i södra Rom.

Nymfeum (grekiska νυμφαῖον, nymphaion, latin nymphæum) var i antikens Grekland och Rom en typ av grott- eller källhelgedom, invigd åt nymfer.
I romarriket utvecklades nymfeerna till imposanta anläggningar med bland annat fontäner och bassänger. Flera av de mest kända nymfeerna var belägna på Esquilinen i Rom och ett i Miletos. I större palats inreddes ibland ett nymfeum med central grundplan såsom i Hadrianus villa i Tivoli. Under den äldsta kristna tiden kunde ett sådant nymfeum används som doprum – baptisterium. Annars kallas i den gammalkristna konsten också en för tvagningar avsedd brunn i förgården för nymfeum.
Under renässansen förnyades uppförandet av liknande anläggningar. Villa d'Este är ett exempel, Sacro Bosco ett annat. 
Den österrikiske bildkonstnären Ernst Fuchs uppförde ett nymfeum på 1960-talet, vilket finns till beskådan vid Privatmuseum Ernst Fuchs i Wien.